# Phaeanthus tephrocarpus
Phaeanthus tephrocarpus är en kirimojaväxtart som beskrevs av Elmer Drew Merrill. Phaeanthus tephrocarpus ingår i släktet Phaeanthus och familjen kirimojaväxter. Inga underarter finns listade i Catalogue of Life.